# Kinh tế ngầm
Kinh tế ngầm là một khu vực kinh tế nơi mà tất cả các hoạt động thương mại được tiến hành mà không có sự kiểm soát, thống kê của cơ quan nhà nước (thuế, luật) hoặc các quy định thương mại. Khái niệm "Kinh tế ngầm" ở đây là để đối sánh với nền kinh tế công khai có thể thống kê được. Thuật ngữ này cũng thường được gọi là underdog, Kinh tế phi chính thức, Kinh tế chưa được quan sát, Kinh tế song song hoặc Kinh tế ma, chợ đen.
Kinh tế ngầm gồm 5 nhóm: 
- Hoạt động kinh tế bất hợp pháp: như buôn bán hàng cấm (ma tuý, vũ khí, hàng giả...), buôn lậu, buôn người, buôn bán nội tạng người, cờ bạc, hối lộ, tham nhũng, mại dâm...
- Hoạt động kinh tế ngầm: là các hoạt động kinh tế hợp pháp nhưng không được các doanh nghiệp khai báo với nhà nước (để trốn thuế); hoặc không được Nhà nước cho phép công bố (ví dụ như doanh thu, sản lượng của các nhà máy sản xuất vũ khí quốc phòng);
- Hoạt động kinh tế phi chính thức chưa được thống kê: là những hoạt động kinh tế hợp pháp nhưng quy mô nhỏ, không có hóa đơn chứng từ nên không thể thống kê đầy đủ (ví dụ: buôn bán vỉa hè, xe ôm, cắt tóc, bán hàng rong...)
- Hoạt động kinh tế tự sản, tự tiêu của hộ gia đình: là những hoạt động hợp pháp diễn ra trong nội bộ gia đình, ví dụ như nông dân tự trồng trọt, chăn nuôi rồi tiêu thụ nông sản ngay trong gia đình, không bán ra bên ngoài;
- Hoạt động kinh tế bị bỏ sót trong các chương trình thu thập dữ liệu thống kê: là những hoạt động hợp pháp mà cơ quan thống kê bỏ sót.

Đối với nhóm 2 tới nhóm 5, nhà nước thường cố gằng thống kê được chính xác nhất có thể và cộng vào GDP chính thức nhằm truy thu thuế, giúp chính phủ đề ra các chính sách kinh tế hợp lý. Riêng đối với nhóm 1 (Hoạt động kinh tế bất hợp pháp), số liệu về nhóm này thường được coi là tài liệu mật (chỉ có cơ quan cảnh sát được phép tiếp cận), không được công bố cho truyền thông và cũng không được cộng vào GDP (vì như vậy là gián tiếp hợp pháp hóa các hoạt động tội phạm có liên quan, đánh đồng tội phạm với người lao động hợp pháp, gây "nhiễu" thông tin trong việc quản lý xã hội, đồng thời gây ấn tượng xấu cho dư luận trong nước và quốc tế về tình hình an ninh trật tự của đất nước). Ví dụ: trong năm vừa qua, doanh số buôn bán ma túy và mại dâm của một nước được ước tính là 2 tỷ USD, nếu con số này được cộng vào GDP thì về mặt sổ sách, GDP của nước đó sẽ tăng thêm 2 tỷ USD. Trên giấy tờ thì đây là sự tăng trưởng kinh tế, nhiều người sẽ tưởng rằng đất nước đang đi lên, nhưng thực ra 2 tỷ USD này đã gây ra tác hại chứ không hề đem lại lợi ích cho xã hội, trong khi dư luận sẽ đánh giá rằng Chính phủ đã quản lý an ninh trật tự rất yếu kém nên mới để cho các hoạt động bất hợp pháp diễn ra với quy mô lên tới 2 tỷ USD mỗi năm.

## Kinh tế ngầm là gì
Kinh tế ngầm (Underground Economy) là một bộ phận không được tính đến của nền kinh tế, bao gồm cả hoạt động hợp pháp và bất hợp pháp.
Những hoạt động hợp pháp nhưng được coi là nằm trong Bộ phận Kinh tế ngầm chính là những giao dịch bằng tiền mặt và không có hoá đơn. Những giao dịch này được thực hiện không có sự kiểm soát của nhà nước và nhằm trốn thuế hoặc tránh bị các cơ quan kiểm tra phát hiện. Ngoài ra cũng có những hoạt động kinh doanh được Chính phủ cho phép miễn thuế. Kinh tế ngầm không đồng nghĩa với Thị trường đen (Chợ đen, là việc tiêu thụ những hàng hóa trộm cắp).
Những hoạt động mua bán bất hợp pháp thì rõ ràng nằm trong Bộ phận Kinh tế ngầm; Ví dụ như buôn bán thuốc phiện, ma túy, mại dâm, hoạt động cờ bạc...
Các hoạt động Kinh tế ngầm diễn ra mạnh ở các nước đang phát triển - nơi mà hệ thống thanh toán qua ngân hàng chưa được áp dụng một cách phổ biến.
Hoạt động Kinh tế ngầm là vấn đề được Cơ quan Thuế, Cảnh sát, Thanh tra rất quan tâm.

## Ảnh hưởng của kinh tế ngầm

### Ảnh hưởng tiêu cực
- Kinh tế ngầm có nhiều ảnh hưởng không tốt đến nền kinh tế như: không tính thuế (ảnh hưởng đến nguồn thu của Chính phủ), không được tính vào Tổng GDP (ảnh hưởng đến số liệu thống kê), ngoài ra đây là nơi diễn ra các hoạt động bất hợp pháp (như ma túy, mại dâm, buôn người) ảnh hưởng xấu đến kinh tế, văn hóa, xã hội Quốc gia.
- Kinh tế ngầm sẽ không cung cấp thông tin đầy đủ và chính xác để hoạch định các chính sách vĩ mô hợp lý; hiệu lực của các chính sách, hiệu lực quản lý nhà nước, hiệu lực luật pháp cũng hết sức hạn chế, thậm chí bị chệch hướng, vô hiệu hóa.
- Kinh tế ngầm sẽ làm cho doanh nghiệp và sản phẩm giảm năng lực cạnh tranh cả ở tầm quốc gia, khó có thể hội nhập được với các hoạt động thương mại quốc tế để tận dụng hết được các cơ hội có được nhờ hội nhập, và rất dễ bị ra khỏi dòng vận động của kinh tế quốc tế, trở thành "ngoại vi" của nó. Một nền kinh tế như vậy có nguy cơ đẩy một quốc gia càng tụt hậu xa hơn về kinh tế so với các nước khác, kể cả các nước trong khu vực.
- Tạo ra môi trường kinh doanh không bình đẳng, không đáng tin cậy, bất lợi cho người kinh doanh trung thực, bất lợi cho khu vực chính quy.
- Tạo nên những yếu tố bất ổn, không lường hết rủi ro khi quyết định đầu tư.
- Không khuyến khích và thúc đẩy tính sáng tạo, không khuyến khích đầu tư dài hạn, đầu tư quy mô lớn, đầu tư phát triển nguồn nhân lực...
- Hạn chế cơ hội và quy mô kinh doanh do mối quan hệ góp vốn chủ yếu dựa trên quan hệ gia đình, họ hàng, thân quen, không thể phát triển đến quy mô lớn để tận dụng được lợi thế quy mô.
- Tạo ra dư địa lớn cho công chức nhà nước sách nhiễu, đòi hối lộ và lạm dụng quyền lực phục vụ ý đồ, lợi ích cá nhân.
- Người làm việc ở Khu vực kinh tế ngầm không được bảo hiểm y tế hoặc các hình thức an sinh xã hội khác.

### Ảnh hưởng tích cực
- Có đến hàng triệu người trên thế giới sống nhờ vào những công việc lặt vặt mà các nhà Kinh tế học vẫn thường xếp vào dạng Kinh tế ngầm, hay còn gọi là phi chính thức. Tại nhiều nước đang phát triển, khu vực ngầm này đang phát triển mạnh.
- Tại Chợ Giời ở Hà Nội hay ở chỗ nào đó, chỉ cần bày ra vài sản phẩm hoặc dịch vụ sửa chữa nào đó là có thể kiếm sống qua ngày. Hình ảnh này rất phổ biến ở nhiều địa phương của Việt Nam. Nếu tính theo tiêu chuẩn chung, những người buôn bán lặt vặt này có thu nhập rất thấp. Nhưng nếu không có nó, họ sẽ chẳng có nguồn thu nhập nào cả.
- Khu vực Kinh tế ngầm sẽ thu nhận nhiều người và giúp họ có nguồn thu nhập.
- Kinh tế ngầm cho phép một Quốc gia tồn tại trong giai đoạn kinh tế suy thoái.

## Diện mạo Kinh tế ngầm
- Những hộ kinh doanh nhỏ, thu nhập thấp không phải đăng ký kinh doanh theo quy định của pháp luật.
- Các hộ kinh doanh cá thể không đăng ký kinh doanh. Ở Việt Nam, số này chiếm khá lớn, có ước tính đến hơn một nửa số hộ kinh doanh cá thể hiện nay không đăng ký kinh doanh theo quy định của pháp luật. Taxi "dù", xe khách "dù", xe "ôm" là trường hợp điển hình của loại này.
- Có đăng ký kinh doanh, nhưng hoạt động kinh doanh không đúng theo quy định của pháp luật. Loại này cũng có nhiều dạng như:

1. Kinh doanh các ngành, nghề ngoài ngành, nghề đăng ký kinh doanh;
2. Không ghi chép và báo cáo tất cả các hoạt động kinh doanh, giấu doanh thu, lợi tức;
3. Có thuê lao động nhưng không hợp đồng lao động, không đăng ký lao động;
4. Kinh doanh các ngành, nghề phải có giấy phép mà không xin phép;
5. V.v...

- Kinh doanh các ngành, nghề tư nhân không được quyền kinh doanh.
- Các hoạt động bất hợp pháp (ma túy, cờ bạc, mại dâm, buôn người...) do các nhóm tội phạm thực hiện

## Nguyên nhân hình thành Kinh tế ngầm
- Các hoạt động bất hợp pháp (ma túy, cờ bạc, mại dâm, buôn người...) luôn phải giao dịch ngầm, không để cảnh sát phát hiện;
- Trình độ phát triển thấp của nền kinh tế, tính tự cung tự cấp và di sản của kế hoạch hóa, tập trung, quan liêu;
- Tâm lý xã hội nhìn chung vẫn chưa thiện cảm với người giàu. Vì vậy thói quen che giấu sự giàu có, che giấu thu nhập còn khá phổ biến;
- Sự giàu lên một cách nhanh chóng đều bị đánh giá chính thức hay không chính thức là phi pháp, hoặc là do chiếm đoạt của công, hoặc do buôn lậu, trốn thuế;
- Ở Việt Nam, vấn đề là tại sao doanh nghiệp vẫn có xu hướng phi chính thức, ngay cả những doanh nghiệp đăng ký kinh doanh, đăng ký mã số thuế và mã số hải quan. Nói cách khác, cả các doanh nghiệp "chính thức" cũng cố giấu một phần không nhỏ doanh thu và lợi nhuận. Các điều tra nghiên cứu gần đây của Ngân hàng Thế giới cho thấy luật lệ quá nhiều, quá phức tạp, không rõ ràng, được lý giải không thống nhất và nhất quán của các cơ quan nhà nước đã là nguyên nhân trước hết của tình trạng ngầm khá phổ biến và ở quy mô lớn trong hoạt động kinh doanh;
- Sự ngầm còn do thuế. Thuế suất các loại ở Việt Nam không cao hơn nhiều so với nhiều nước khác, nhưng mức thuế thực tế phải nộp thì thường rất cao, và người nộp thuế không dự tính được số thuế thực tế phải nộp. Trên thực tế, cơ quan thuế quyết định các khoản chi, mức chi hợp lý, hợp lệ và cả giá tính thuế để khấu trừ mức thu nhập chịu thuế. Trong không ít các trường hợp cơ quan thuế ấn định mức thuế các loại phải nộp ngay từ đầu kỳ và cuối kỳ chỉ làm các thủ tục giấy tờ "hợp thức hóa" số thuế đã nộp mà thôi.

## Giá cả và hoàn cảnh
Hàng hóa được mua bất hợp pháp mất một trong hai mức độ tính chất của giá cả:
- Người mua có thể mua với giá rẻ hơn so với giá của thị trường hợp pháp.

Các nhà cung cấp không phải trả chi phí cho việc sản xuất hoặc chi phí cho các loại thuế. Điều này thường là trường hợp của các thị trường ngầm, với hàng hóa là những thứ bị mất cắp. Bọn tội phạm ăn cắp hàng hóa và chúng bán dưới thị trường hợp pháp nhưng không có bảo hành, bảo lãnh, đảm bảo chất lượng...
- Người mua có thể phải mua với giá đắt hơn giá thị trường hợp pháp.

Các sản phẩm là khó khăn để thu mua được hoặc khó khăn để sản xuất ra, gây nguy hiểm cho xử lý hay không hợp pháp để dễ dàng có sẵn, nếu ở tất cả các mặt. 	
Nếu hàng hóa là bất hợp pháp, chẳng hạn như một số chất ma túy, giá cả của nó có thể được báo là tăng qua các chi phí sản xuất, vận chuyển.
Chợ đen có thể hình thành gần biên giới, lân cận của vùng với phạm vi quyền hạn của chính phủ ít được thể hiện hoặc không có biên giới để kiểm soát nếu có sự chênh lệch về thuế suất, hoặc có hàng hóa là hợp pháp trên bên này của biên giới nhưng không hợp pháp ở phần bên kia của biên giới. Sản phẩm hàng hóa thường được buôn lậu như thế này bao gồm rượu và thuốc lá.

## Tiêu dùng
Ngay cả khi thị trường ngầm cung cấp các hàng hóa với giá thấp hơn giá thị trường hợp pháp thì hầu hết người tiêu dùng vẫn thích mua trên thị trường hợp pháp khi có thể, bởi vì:
- Người tiêu dùng thích tính hợp pháp của các nhà cung cấp, họ có thể dễ dàng hơn để liên lạc và có thể được nhà cung cấp chịu trách nhiệm cho các lỗi của sản phẩm, hàng hóa mà người tiêu dùng đã mua.
- Trong một số giới hạn thẩm quyền của mình, khách hàng có thể bị tính tiền với một vi phạm tố tụng hình sự nếu họ bị biết khi có tham gia vào nền kinh tế ngầm, thậm chí là một người tiêu dùng.
- Người tiêu dùng có thể cảm thấy nguy cơ bị tổn hại trong khi thực hiện giao dịch trên thị trường ngầm.
- Người tiêu dùng có thể có một ý thức không thích hàng chợ đen.
- Trong một số thẩm quyền (chẳng hạn như ở Anh và xứ Wales), vật sở hữu của người tiêu dùng bị đánh cắp, hàng hóa của họ sẽ được thực hiện nếu chúng để lại dấu vết, ngay cả khi họ không biết rằng họ đã bị đánh cắp. Mặc dù bản thân họ cam kết không có vi phạm, họ vẫn còn bên trái không có hàng hóa và không có tiền lãi. Điều này có nguy cơ làm cho một số không thích để mua hàng hóa mà họ nghĩ rằng có thể là từ các thị trường ngầm, ngay cả khi trong thực tế, nó là chính đáng (ví dụ, sản phẩm được bán tại một xe bán hàng rong).

Tuy nhiên, thị trường ngầm có một số mặt tích cực của mình, đặc biệt là khi chính phủ quy định cản trở những gì khác xin được một dịch vụ hợp pháp. Ví dụ:
- Không có giấy phép xe taxi. Ở Baltimore, đã được thông báo rằng nhiều người tiêu dùng bất hợp pháp tích cực thích taxi, dẫn chứng rằng họ có nhiều khả dụng, thuận tiện, và các sản phẩm công bằng.[1]
- Một số nhóm người nằm ngoài hoạt động hợp pháp, chẳng hạn như những người nhập cư bất hợp pháp, có thể được loại trừ một cách hiệu quả từ các nền kinh tế và pháp lý như vậy, hầu hết các hoạt động hàng ngày như thực hiện mua hàng và việc làm của họ đều thực hiện trong nền kinh tế ngầm. Nó giúp cho họ duy trì cuộc sống, thị trường ngầm giúp cung cấp cho họ những mặt hàng cần thiết.

## Thương mại hàng hóa và dịch vụ
Ở các nước phát triển, một số ví dụ về các hoạt động kinh tế ngầm bao gồm:

### Nhà cung cấpdịch vụgiao thôngvận tải
Chỗ đậu của xe taxi, xe buýt, và các nhà cung cấp dịch vụ giao thông vận tải được quy định rất chặt chẽ hoặc độc quyền bởi chính phủ, trên thị trường chợ đen thường phát triển để cung cấp dịch vụ vận chuyển nhưng phục vụ dịch vụ kém hơn với giá cả rẻ hơn cho cộng đồng. Ở Hoa Kỳ,một số thành phố hạn chế nhập vào thị trường chỗ đậu xe với một hệ thống medallion; đó là, những xe taxi phải nhận được một giấy phép đặc biệt và hiển thị nó trên một chiếc xe trong hệ thống medallion. Điều này đã dẫn đến một thị trường hoạt động bất hợp pháp cho xe taxi ra đời.

### Ma túybất hợp pháp
Từ cuối thế kỷ 19 và đầu thế kỷ 20, nhiều nước đã bắt đầu có hành động cấm việc tàng trữ giữ để bán và sử dụng một số loại thuốc ma túy để giải trí, chẳng hạn như Hoa Kỳ có chiến tranh chống ma túy.Tuy nhiên nhiều người dân tiếp tục sử dụng ma túy bất hợp pháp, và chợ đen tồn tại để cung cấp chúng. Mặc dù có nhiều nỗ lực thi hành luật pháp để ngăn ngừa chúng, nhưng nhu cầu vẫn còn cao, cung cấp được nhiều lợi nhuận cho tổ chức tội phạm để cung cấp ma túy.Liên Hợp Quốc đã thông báo rằng thị trường bán lẻ, giá trị của ma túy bất hợp pháp thu được là $ 321,6 tỷ USD.
Việc thi hành pháp luật của cán bộ chuyên trách chỉ nắm bắt một tỷ lệ nhỏ của ma túy bất hợp pháp, nhu cầu về các loại thuốc ma túy cao và rất ổn định, giá cả trên thị trường đen sẽ tăng lên một cách đơn giản để phản ứng lại sự giảm xuống trong việc cung cấp do có lệnh cấm; khuyến khích các nhà phân phối mới nhảy vào thị trường. Nhiều loại thuốc legalisation hoạt động thu hút song song giữa ma túy bất hợp pháp thương mại và các cấm của rượu ở Hoa Kỳ trong năm 1920.
Trong Vương quốc Anh, nó không phải là bất hợp pháp khi dùng ma túy, nhưng nó là bất hợp pháp để họ có nó. Điều này có thể dẫn đến hậu quả là những người buôn lậu có thể nuốt các chứng cứ chứng minh họ buôn lậu ma túy; nếu có một lần trong cơ thể chúng được cam kết không phải là tội phạm.

### Mại dâm
Mại dâm là hình thức bất hợp pháp và pháp luật quy định xử phạt rất cao trong hầu hết các quốc gia trên toàn thế giới. Những điển hình thành một nơi học tập của các nền kinh tế ngầm, bởi vì nhu cầu cao của khách hàng, trả tiền tương đối cao, nhưng sử dụng nhiều lao động tay nghề thấp vào làm việc, trong đó sẽ thu hút được một liên tục cung cấp cho công nhân. Trong khi mại dâm tồn tại trong hầu hết các quốc gia, nghiên cứu cho thấy nó có xu hướng phát triển mạnh hơn trong các quốc gia nghèo và trong các lĩnh vực với số lượng lớn nam giới tham gia, ví dụ như xung quanh căn cứ quân sự.
Gái mại dâm trong các thị trường nói chung, kinh tế ngầm nói riêng đều hoạt động bí mật, đôi khi đàm phán giá cả và các hoạt động thông qua ám hiệu và từ lóng.
Ngay cả ở một số quốc gia như Hà Lan hoặc Đức, nơi mà mại dâm là được coi là hợp pháp, nhưng vẫn tồn tại các hoạt động mại dâm bất hợp pháp ("mại dâm lậu"), bởi "mại dâm lậu" giúp việc mua bán dâm diễn ra với mức giá rẻ hơn (người bán dâm và mua dâm không cần phải đáp ứng các yêu cầu pháp lý hoặc các thủ tục hoạt động như: đóng thuế, kiểm tra sức khỏe, các tiêu chuẩn về chỗ ở, an toàn vệ sinh...). Trong các quốc gia khác như Nicaragua, nơi mại dâm được pháp luật quy định, khách sạn có thể yêu cầu cả hai bên để xác minh, để ngăn ngừa việc tăng trưởng của mại dâm trẻ em. Tuy nhiên, quy định này hiếm khi được chấp hành. Kết quả là phần lớn hoạt động mại dâm vẫn diễn ra một cách bất hợp pháp.

### Mua bán vũ khí
Các quy định của nhiều quốc gia cấm hoặc hạn chế các cá nhân có quyền sở hữu các loại vũ khí. Những hạn chế có thể đi từ vũ khí nhỏ như dao đến súng, hoặc chung tất cả hoặc phân loại (ví dụ: súng trường, vũ khí tự động,...), đến chất nổ.
Thị trường chợ đen cung cấp các nhu cầu về vũ khí được cho rằng không thể có được hợp pháp, hoặc chỉ có thể được hợp pháp sau khi nhận được giấy phép của chính phủ liên bang và lệ phí. Điều này có thể có được bằng cách từ những tay buôn lậu từ các quốc gia mà họ đã mua hợp pháp hoặc bị đánh cắp, hoặc trộm cắp từ tay của nhà sản xuất trong nước ra chính nó, bằng cách sử dụng những người trong tổ chức đó. Trong trường hợp các nền kinh tế ngầm không thể buôn lậu súng, họ cũng có thể đáp ứng yêu cầu bởi người làm súng riêng của họ. Những ai có thể mua theo cách này bao gồm tội phạm, những người muốn sử dụng chúng để tự bảo vệ, và thu gom.
Ở Anh và xứ Wales một số loại vũ khí được thiết kế để săn bắn các động vật có thể được lưu giữ tại nhà, nhưng phải được đăng ký với địa phương, lực lượng cảnh sát và giữ trong tủ có khóa, khó tìm kiếm. Một số người mua trên chợ đen nếu họ không đáp ứng các điều kiện để đăng ký, ví dụ như nếu họ đã bị một bản ghi về tiền sử tội phạm vi phạm pháp luật của mình, tuy nhiên số lượng rất nhỏ. Trong một số thẩm quyền giải quyết, trong lần thu gom có thể giữ lại hợp pháp vũ khí cổ xưa. 	
Đôi khi họ bị tước vũ khí (nếu vũ khí đó có khả năng gây nổ); nhưng đôi khi chúng là không nên không có hiệu quả của hiện đại, đạt tiêu chuẩn mà họ được phép được giữ nguyên vẹn. Thí dụ, một blunderbuss hay cannon là khó có khả năng sẽ được sử dụng cho một lái xe của shooting.

### Rượu và thuốc lá
Nó đã thông báo rằng việc buôn lậu thuốc lá của một trong những xe tải chở hàng của chênh lệch từ thuế thấp đến thuế cao giữa các bang của Hoa Kỳ có thể dẫn đến một lợi nhuận lên đến 2 triệu USD. Các tiểu bang thuế thấp nói chung là các tiểu bang có các doanh nghiệp sản xuất thuốc lá, và đã đi theo những lời chỉ trích rất lớn cho việc miễn cưỡng tăng thuế. Bắc Carolina cuối cùng đã đồng ý để nâng cao các loại thuế từ 5 cent đến 35 cent cho mỗi gói là 20 điếu thuốc lá, mặc dù này vẫn còn xa bên dưới mức trung bình quốc gia. Nhưng Bắc Carolina cho đến nay đã từ chối làm theo và phù hợp với tăng thuế từ bảy cent cho mỗi gói (thấp nhất tại Hoa Kỳ). Một số cán bộ thi hành pháp luật đã bày tỏ mối quan tâm rằng lợi nhuận từ buôn lậu thuốc lá có thể được chỉ dẫn đến tổ chức khủng bố. Điều này đã dẫn đến các cuộc gọi cho các Đại hội Hoa Kỳ để can thiệp bằng cách thiết lập bắt buộc tối thiểu thuốc lá thuế cho tất cả các tiểu bang.
Tại Vương quốc Anh đã được thông báo rằng "27% của thuốc lá và 68% số thuốc lá cuộn của họ là mua trên chợ đen".

### Phương tiện truyền thông có bản quyền
Những nhà cung cấp mặt hàng ở trên đường phố ở các quốc gia, nơi hiếm có thi hành luật bản quyền, đặc biệt là ở khu vực Châu Á, thường bán với giá thấp với các bản sao của phim, âm nhạc đĩa CD,các phần mềm máy vi tính chẳng hạn như video game, đôi khi, ngay cả trước khi các tiêu đề chính thức phát hành. Bất cứ ai có một vài trăm đô la có thể làm được các bản sao được kỹ thuật số giống với một bản gốc mà không bị kém về chất lượng; đổi mới trong phong cách tiêu dùng DVD, đĩa CD và phổ biến rộng rãi những thứ có sẵn của phần mềm crack trên Internet đối với hầu hết các hình thức sao chép bảo vệ làm cho công nghệ này rẻ và dễ làm.
Điều này đã minh chứng là rất khó để giữ bản quyền và thông qua các tòa án để chống lại vi phạm thông qua các quy định của pháp luật, bởi vì các hoạt động được phân phối và phổ biến rộng rãi; không có ông chủ lớn. Vấn đề phức tạp là nó phổ biến rộng rãi nên khó thực hiện pháp luật về bản quyền, giữa cả hai là chính phủ các nước và công chúng lại có một tồn tại lớn trong cách nghĩ. Để ăn cắp một chiếc xe được xem như là một tội phạm tại hầu hết trong mắt của người dân, nhưng để có được bản sao trái phép của âm nhạc hay một trò chơi thì không phải là tội phạm.

### Tiền tệ
Tiền riêng của chính nó được thực hiện thương mại trên thị trường đen. Điều này có thể xảy ra bởi một hoặc một vài lý do:
- Chính phủ đặt ra những mốc tỷ giá các loại ngoại tệ tại một số địa phương và tự ý cấp các loại tiền tệ khác mà không phản ánh đúng giá thị trường của nó.
- Chính phủ làm cho khó khăn hoặc bất hợp pháp cho công dân của mình để sở hữu nhiều hay bất kỳ loại tiền tệ nước ngoài.
- Thuế của chính phủ về trao đổi các loại tiền tệ trong nước với các loại ngoại tệ, hoặc một hoặc trong cả hai hướng (Ví dụ: người nước ngoài phải đóng thuế để mua tiền tệ địa phương, hoặc là cư dân địa phương phải đóng thuế để mua ngoại tệ)
- Tiền tệ là một loại tiền.
- Các loại tiền tệ đã được thu thập bất hợp pháp và cần phải được rửa tiền trước khi đưa vào sử dụng hợp pháp.

Chính phủ có thể chính thức thiết lập các tỷ lệ trao đổi tiền tệ của nó với các loại ngoại tệ khác; điển hình là đô la Mỹ. Trong khi đó, nó thường được trao đổi tại một tỷ giá thấp là giả tạo; đó là, dưới đây sẽ là những gì có trên thị trường có giá trị nếu nó là một tiền tệ thả nổi. Các bài đã đưa trong quyền sở hữu của các ngoại tệ. Ví dụ như công nhân bị trục xuất khỏi nước, sẽ bán ngoại tệ để mua tiền tệ địa phương tại mức tỷ giá ngoại tệ cao hơn mà họ có thể nhận được chính thức.
Hơn nữa hiếm khi, một chính phủ có thể đặt mốc các loại tiền tệ quá cao. 	
Điều này có khuynh hướng làm cho một loại tiền tệ nước ngoài trở thành tiền tệ cho đất nước sở tại, từ nó được dễ dàng hơn cho tất cả mọi người có thể làm việc trong các khu buôn bán, trao đổi ngoại tệ hơn là một trong những địa phương. Khách du lịch và thỉnh thoảng du khách có khuynh hướng chỉ duy nhất để đối phó một trong các tiền tệ cứng thay vì tiền tệ địa phương. Toàn bộ đất nước sau đó chủ yếu là kinh doanh trên thị trường đen. Một số quốc gia, như làEcuador, bỏ tiền tệ địa phương của họ và bây giờ sử dụng đô la Mỹ, chủ yếu cho các lý do này, một quá trình được gọi là đô la hóa. Xem cũng là ví dụ về các Ghanaian cedi 	
từ năm 1970 và 1980.
Các đồng peso Cuba chuyển đổi và đồng đô la quốc tế của Hoa Kỳ cả hai đã có lãi suất thị trường đáng kể khác với giá trị ghi trên mặt.
Nếu ngoại tệ là khó khăn để có hoặc bất hợp pháp cho công dân địa phương để thu được, họ sẽ phải trả tiền bảo hiểm để thu được nó. Thuế thường là ít quan trọng nhưng, nếu nó là đủ cao, vẫn có thể khuyến khích trên thị trường đen chỉ đơn giản để cho trốn thuế, ngay cả khi kinh doanh các loại tiền tệ thường là hợp pháp.

### Nhiên liệu
Trong khu vực EU nó không phải là bất hợp pháp cho một cá nhân hoặc doanh nghiệp để mua nhiên liệu tại một trong những nước Châu Âu cho họ sử dụng riêng, nhưng là với các loại hàng hoá mà thuế sẽ được trả cuối cùng với khách hàng tại giá trị nơi thực hiện mua hàng.
Giữa các nước Ireland và Bắc Ai-len có thường xuyên có xuất hiện thị trường đen vềxăng và diesel.
Hướng buôn lậu có thể thay đổi tùy thuộc vào các thay đổi của các loại thuế và các tỷ giá giữa Euro và Pound Sterling; quả thật đôi khi diesel sẽ được buôn lậu tại một trong những hướng khác và xăng dầu.
Trong một số quốc gia nhiên liệu diesel cho nông nghiệp trong nước sử dụng phương tiện là đánh thuế ở một tỷ lệ thấp hơn nhiều, bạn có thể dùng cho các phương tiện khác. Điều này được gọi là diesel đỏ, bởi vì màu đỏ máu sẽ được thêm như vậy nó có thể được phát hiện, nếu được sử dụng trong các xe. Tuy nhiên, việc tiết kiệm là đủ hấp dẫn để tạo ra một thị trường đen diesel đỏ. Trong năm 2007 nó đã được ước tính là £ 350 triệu đã mất đi trong thu nhập theo cách này.

## Hình thức
Nếu một nền kinh tế tốt là bất hợp pháp nhưng không nhìn thấy nhiều người trong xã hội, đặc biệt là nguy hại, chẳng hạn như rượu dưới cấm ở Hoa Kỳ, các chợ đen phát triển nhanh. Chợ đen có thể thu được lợi nhuận trong đa dạng các hoạt động hợp pháp hay bất hợp pháp, cũng vượt ra khỏi phạm vi nguồn gốc của lợi nhuận.
Một số, ví dụ như trong tranh luận marijuana-thương mại, tranh luận để loại bỏ thị trường dưới bằng cách làm bất hợp pháp các sản phẩm hợp pháp. Điều này sẽ, trong những lần xem:
- Giảm bất hợp pháp cashflow, như vậy, làm cho hiệu suất của các khác, có khả năng gây hại nhiều hơn, khó hơn các hoạt động tài chính
- Cho phép chất lượng an toàn và kiểm soát về thương mại hàng hoá, do đó làm giảm tác hại đến người tiêu dùng.
- Cho phép hàng hoá được đánh thuế, cung cấp một nguồn thu nhập.
- Miễn phí lên tòa án thời gian và không gian ở tù và tiết kiệm tiền bạc của người đóng thuế.

## Ví dụ hiện đại

### Chợ đen thời chiến tranh
Thị trường chợ đen ở hầu hết các nước đều tồn tại trong thời gian chiến tranh. Tiểu bang có tham gia vào các cuộc chiến tranh với tổng số lớn hoặc quy mô lớn, mở rộng chiến tranh nhất thiết phải hạn chế lạm dụng về việc sử dụng các nguồn lực cần thiết cho nỗ lực chiến tranh nhưng quan trọng với đất nước mình, chẳng hạn như thức ăn, xăng, cao su, kim loại,..., thông thường là thông qua sự phân chia lương thực. Trong hầu hết trường hợp, trên thị trường đen phát triển để cung cấp hàng hóa tại khẩu phần giá tăng quá chừng. Các khẩu phần và kiểm soát giá cả thi hành tại nhiều quốc gia trong thời gian Chiến tranh Thế giới Thứ II khuyến khích các hoạt động phổ biến rộng rãi trên thị trường đen.

### Cấm ở Hoa Kỳ

#### Rượu
Một ví dụ cổ điển của việc tạo ra một thị trường màu đen là cấm của rượu trong quá trình những năm 1920 ở Hoa Kỳ. Nhiều tổ chức tội phạm cung cấp mất lợi thế của cơ hội trục lợi kết quả trong việc thị trường đen bị cấm sản xuất và bán hàng nước giải khát cồn. Hầu hết mọi người không nghĩ rằng uống rượu là đặc biệt nguy hại của nó cũng không có người mua và người bán cần được đối xử như thường tội phạm. Vì vậy, bất hợp pháp speakeasies đầy khởi sắc, và các tổ chức như: Mafia đã tăng trưởng rất mạnh hơn thông qua các hoạt động phân phối trên thị trường đen về rượu. Điều này kéo dài cho đến khi có xóa cấm.
Mặc dù cấm trong năm 1933 thì kết thúc, cả nước có ngày hôm nay vẫn còn một số tương đồng với tránh khéo của tuổi được uống là trên 21 tại Hoa Kỳ, đó là cao so với các nước công nghiệp và ba năm ở phía trên của đa số tuổi trong gần như tất cả các tiểu bang. Giống như cấm, pháp luật này là rộng rãi (nhưng hơn bao phủ) cũng không tuân theo. Mặc dù xã hội, nguồn cung cấp chiếm thế hơn cho người uống dưới tuổi vị thành niên, một số quầy bar và các cửa hàng sang phục vụ và bán cho những người đang có dưới tuổi vị thành niên, và một số thậm chí có thể thực hiện các đề với cảnh sát địa phương. Nhiều trường cao đẳng thị trấn đặc biệt là có một mạng lưới rộng lớn tình anh em và sorortities (và những người khác) mà chạy những gì có thể được coi là hiện đại ngày speakeasies trong căn nhà của họ, trong đó độ tuổi là không thích hợp. Vì các chất trong câu hỏi, rượu, là luật pháp cho những người trên 21, nó có thể được xem xét chi tiết của một thị trường xám hơn thị trường đen.

#### Hút thuốc lá
Điều này có hiệu lực được xem tương tự như ngày hôm nay, khi tòa án có lệnh cấm hút thuốc lá ở quán bar và nhà hàng. Trong những tòa án, hút thuốc dễ dàng nảy sinh trong đó cho phép hút thuốc mặc dù pháp luật cấm. Trong một cảm giác không phải là chủ sở hữu một thị trường ngầm là từ khi không nhất thiết phải bán thuốc lá, nhưng anh ta lợi nhuận của việc bán các hàng hoá của mình trên mặt bằng (thường là rượu).
Hiện tượng này là rất đang thịnh hành ở nhiều tòa án ở tiểu bang Hoa Kỳ với cấm hút thuốc lá, bao gồm cả California, Philadelphia, Utah, Seattle, Ohio, và Washington, D.C..

Graffiti, 2008

## Việt Nam
Với nền kinh tế ngầm chiếm khoảng 15,6% GDP, Việt Nam được xếp hạng với các nước tiến bộ nhất trong khu vực châu Á như Trung Quốc và Singapore (13,1% GDP), Nhật Bản (11,3% GDP). Trong khi đó, khu vực kinh tế ngầm ở khu vực châu Á có quy mô khoảng 26% GDP. Những số liệu ước tính này được các chuyên gia của ngân hàng thế giới đưa ra trong một tài liệu đang soạn thảo về lĩnh vực thuế ở Việt Nam. Nhưng chuyên gia kinh tế cao cấp Lê Đăng Doanh đã hoài nghi số liệu của Ngân hàng thế giới (WB) và cho rằng nền kinh tế ngầm chiếm vào khoảng 30 - 50% GDP, tỷ lệ này phải cao gấp đôi so với con số mà WB đưa ra.